# Romain Faivre
Romain Faivre (Asnières-sur-Seine, 1998. július 14. –) francia korosztályos válogatott labdarúgó, a Brest játékosa kölcsönben a Bournemouth csapatától.

## Pályafutása

### Klubcsapatokban
Korosztályos szinten megfordult a Gennevilloise, a Racing Paris és a Tours csapataiban. 2015. május 23-án a Tours tartalékcsapatában mutatkozott be az ötödosztályban a Le Mans ellen. 2016. augusztus 20-án az első gólját is megszerezte a Le Mans ellen. 2017 nyarán a Monaco szerződtette és elsősorban a második csapatban vették számításba. 2018. február 12-én aláírta első profi szerződését a klubbal. December 19-én mutatkozott be a felnőtteknél a ligakupában a Lorient ellen, és gólpasszt jegyzett. Három nappal később a bajnokságban a Guingamp csapata ellen debütált. 2020. június 30-án aláírt a Brest csapatához 2025-ig. Augusztus 23-án a Nîmes Olympique ellen debütált. A következő fordulóban megszerezte első bajnoki gólját az Olympique de Marseille ellen. 2022. január 31-én az Olympique Lyon 2026 nyaráig szerződtette. 2023. január 28-án kölcsönbe került a Lorient csapatához. 2023. július 13-án a Lyon bejelentette, hogy az angol Bournemouth szerződtette. A következő nap kölcsönbe került ismét a Lorient csapatához. 2024. augusztus 16-án a Brest kölcsönbe szerződtette.

### A válogatottban
2020. október 8-án góllal mutatkozott be az U21-es válogatottban Liechtenstein ellen. Rész vett a 2021-es U21-es labdarúgó-Európa-bajnokságon.

## Statisztika
2023. február 5-i állapotnak megfelelően.
| Klub              | Szezon   | Bajnokság  | Bajnokság | Bajnokság | Kupa  | Kupa | Ligakupa | Ligakupa | Nemzetközi | Nemzetközi | Egyéb | Egyéb | Összesen | Összesen |
| Klub              | Szezon   | Bajnokság  | Mérk.     | Gól       | Mérk. | Gól  | Mérk.    | Gól      | Mérk.      | Gól        | Mérk. | Gól   | Mérk.    | Gól      |
| ----------------- | -------- | ---------- | --------- | --------- | ----- | ---- | -------- | -------- | ---------- | ---------- | ----- | ----- | -------- | -------- |
| Tours B           | 2014–15  | CFA 2      | 1         | 0         | —     | —    | —        | —        | —          | —          | —     | —     | 1        | 0        |
| Tours B           | 2015–16  | CFA 2      | 3         | 0         | —     | —    | —        | —        | —          | —          | —     | —     | 3        | 0        |
| Tours B           | 2016–17  | CFA 2      | 8         | 1         | —     | —    | —        | —        | —          | —          | —     | —     | 8        | 1        |
| Tours B           | Összesen | Összesen   | 12        | 1         | 0     | 0    | 0        | 0        | 0          | 0          | 0     | 0     | 12       | 0        |
| AS Monaco B       | 2017–18  | National 2 | 20        | 2         | —     | —    | —        | —        | —          | —          | —     | —     | 20       | 2        |
| AS Monaco B       | 2018–19  | National 2 | 21        | 2         | —     | —    | —        | —        | —          | —          | —     | —     | 21       | 2        |
| AS Monaco B       | 2019–20  | National 2 | 21        | 5         | —     | —    | —        | —        | —          | —          | —     | —     | 21       | 5        |
| AS Monaco B       | Összesen | Összesen   | 62        | 9         | 0     | 0    | 0        | 0        | 0          | 0          | 0     | 0     | 62       | 9        |
| AS Monaco         | 2017–18  | Ligue 1    | 0         | 0         | 0     | 0    | 0        | 0        | 0          | 0          | —     | —     | 0        | 0        |
| AS Monaco         | 2018–19  | Ligue 1    | 1         | 0         | 1     | 0    | 2        | 0        | 0          | 0          | —     | —     | 4        | 0        |
| AS Monaco         | Összesen | Összesen   | 1         | 0         | 1     | 0    | 2        | 0        | 0          | 0          | 0     | 0     | 4        | 0        |
| Brest             | 2020–21  | Ligue 1    | 36        | 6         | 1     | 0    | 0        | 0        | —          | —          | —     | —     | 37       | 6        |
| Brest             | 2021–22  | Ligue 1    | 21        | 7         | 1     | 1    | 0        | 0        | —          | —          | —     | —     | 22       | 8        |
| Brest             | Összesen | Összesen   | 57        | 13        | 2     | 1    | 0        | 0        | 0          | 0          | 0     | 0     | 59       | 14       |
| Olympique Lyon    | 2021–22  | Ligue 1    | 14        | 3         | —     | —    | —        | —        | 4          | 0          | —     | —     | 18       | 3        |
| Olympique Lyon    | 2022–23  | Ligue 1    | 10        | 0         | 0     | 0    | —        | —        | —          | —          | —     | —     | 10       | 0        |
| Olympique Lyon    | Összesen | Összesen   | 24        | 3         | 0     | 0    | 0        | 0        | 4          | 0          | 0     | 0     | 28       | 3        |
| Lorient (kölcsön) | 2022–23  | Ligue 1    | 2         | 0         | —     | —    | —        | —        | —          | —          | —     | —     | 2        | 0        |
| Lorient (kölcsön) | Összesen | Összesen   | 2         | 0         | 0     | 0    | 0        | 0        | 0          | 0          | 0     | 0     | 2        | 0        |
| Összesen          | Összesen | Összesen   | 158       | 26        | 3     | 1    | 2        | 0        | 4          | 0          | 0     | 0     | 167      | 27       |